# Pam Brady
Pam Brady, née le 28 juillet 1969, est une scénariste et productrice de télévision américaine. Elle est surtout connue pour son travail avec Trey Parker et Matt Stone sur la série South Park et en tant que scénariste du long métrage South Park, le film.

## Biographie

### Carrière
Pam Brady rencontre d'abord Trey Parker, Matt Stone et Jason McHugh (en) lorsqu'elle travaille avec Brian Graden (en) au 20th Century Fox. Elle devient ensuite scénariste de la série South Park créée par Parker et Stone.
Elle quitte la série à la quatrième saison pour écrire des films à Hollywood et co-créer la série The Loop. Elle revient après pour co-écrire Team America, police du monde et de temps en temps pour produire un épisode de la série. Brady écrit et réalise la série d'animation Neighbors from Hell, diffusée à partir de juin 2010 sur TBS.

## Filmographie

### Télévision
- 1993 : The John Larroquette Show
- 1997-1999 : South Park
- 1999-2000 : Voilà !
- 2000 : Mr. Wong (en)
- 2001 : Go Fish
- 2006-2007 : The Loop
- 2010 : Neighbors from Hell (en)

### Cinéma
- 1999 : South Park, le film
- 2005 : Team America, police du monde
- 2007 : Hot Rod
- 2008 : Hamlet 2
- 2022 : La Bulle (The Bubble)
- 2025 : Les Schtroumpfs, le film (Smurfs) de Chris Miller